# US-amerikanische Squash-Meisterschaften
Die US-amerikanischen Squash-Meisterschaften sind ein Wettbewerb zur Ermittlung des nationalen Meistertitels im Squash in den Vereinigten Staaten. Ausrichter ist der US-amerikanische Squashverband U.S. Squash.

## Historie
Seit 1907 werden die Meisterschaften bei den Herren und seit 1928 auch bei den Damen jährlich ausgetragen. Rekordhalter sind Julian Illingworth bei den Herren und Demer Holleran bei den Damen mit jeweils neun Titeln. Bis 1990 wurde die Meisterschaft bei den Herren und bis 1994 bei den Damen in der Hardball-Variante des Squash ausgetragen. In dieser Zeit waren auch Spieler ohne US-amerikanische Staatsbürgerschaft für die Meisterschaft zugelassen. Seit 1990 bzw. 1994 wird das Turnier in der heute international üblichen Softball-Variante gespielt.

## US-amerikanische Meister
Die Nummern in Klammern hinter den Namen geben die Anzahl der gewonnenen Meisterschaften wieder. Folgende Spieler konnten die Meisterschaft gewinnen:
| Jahr                                                            | Herren                     | Damen                         |
| --------------------------------------------------------------- | -------------------------- | ----------------------------- |
| 1907                                                            | John Miskey                | nicht ausgetragen             |
| 1908                                                            | John Miskey (2)            | nicht ausgetragen             |
| 1909                                                            | William Freeland           | nicht ausgetragen             |
| 1910                                                            | John Miskey (3)            | nicht ausgetragen             |
| 1911                                                            | Francis White              | nicht ausgetragen             |
| 1912                                                            | Constantine Hutchins       | nicht ausgetragen             |
| 1913                                                            | Morton Newhall             | nicht ausgetragen             |
| 1914                                                            | Constantine Hutchins (2)   | nicht ausgetragen             |
| 1915                                                            | Stanley Pearson            | nicht ausgetragen             |
| 1916                                                            | Stanley Pearson (2)        | nicht ausgetragen             |
| 1917                                                            | Stanley Pearson (3)        | nicht ausgetragen             |
| 1918 und 1919: keine Austragung aufgrund des Ersten Weltkriegs  |                            |                               |
| 1920                                                            | Charles Peabody            | nicht ausgetragen             |
| 1921                                                            | Stanley Pearson (4)        | nicht ausgetragen             |
| 1922                                                            | Stanley Pearson (5)        | nicht ausgetragen             |
| 1923                                                            | Stanley Pearson (6)        | nicht ausgetragen             |
| 1924                                                            | Gerald Roberts             | nicht ausgetragen             |
| 1925                                                            | W. Palmer Dixon            | nicht ausgetragen             |
| 1926                                                            | W. Palmer Dixon (2)        | nicht ausgetragen             |
| 1927                                                            | Myles Baker                | nicht ausgetragen             |
| 1928                                                            | Herbert Rawlins junior     | Eleonora Sears                |
| 1929                                                            | J. Lawrence Pool           | Margaret Howe                 |
| 1930                                                            | Herbert Rawlins junior (2) | Hazel Wightman                |
| 1931                                                            | J. Lawrence Pool (2)       | Ruth Banks                    |
| 1932                                                            | Beekman Pool               | Margaret Howe (2)             |
| 1933                                                            | Beekman Pool (2)           | Susan Noel                    |
| 1934                                                            | Neil Sullivan              | Margaret Howe (3)             |
| 1935                                                            | Donald Strachan            | Margot Lumb                   |
| 1936                                                            | Germain Glidden            | Anne Page                     |
| 1937                                                            | Germain Glidden (2)        | Anne Page (2)                 |
| 1938                                                            | Germain Glidden (3)        | Cecile Bowes                  |
| 1939                                                            | Donald Strachan (2)        | Anne Page (3)                 |
| 1940                                                            | A. Willing Patterson       | Cecile Bowes (2)              |
| 1941                                                            | Charles Brinton            | Cecile Bowes (3)              |
| 1942                                                            | Charles Brinton (2)        | nicht ausgetragen             |
| 1943 bis 1945: keine Austragung aufgrund des Zweiten Weltkriegs |                            |                               |
| 1946                                                            | Charles Brinton (3)        | nicht ausgetragen             |
| 1947                                                            | Charles Brinton (4)        | Anne Page (4)                 |
| 1948                                                            | Stanley Pearson junior     | Cecile Bowes (4)              |
| 1949                                                            | H. Hunter Lott             | Janet Morgan                  |
| 1950                                                            | Edward Hahn                | Betty Constable               |
| 1951                                                            | Edward Hahn (2)            | Jane Austin Stauffer          |
| 1952                                                            | Harry Conlon               | Peggy White                   |
| 1953                                                            | Ernest Howard              | Peggy White (2)               |
| 1954                                                            | Diehl Mateer               | Lois Dilks                    |
| 1955                                                            | Henri Salaun               | Janet Morgan (2)              |
| 1956                                                            | Diehl Mateer (2)           | Betty Constable (2)           |
| 1957                                                            | Henri Salaun (2)           | Betty Constable (3)           |
| 1958                                                            | Henri Salaun (3)           | Betty Constable (4)           |
| 1959                                                            | Benjamin Heckscher         | Betty Constable (5)           |
| 1960                                                            | Diehl Mateer (3)           | Margaret Varner               |
| 1961                                                            | Henri Salaun (4)           | Margaret Varner (2)           |
| 1962                                                            | Samuel Howe                | Margaret Varner (3)           |
| 1963                                                            | Benjamin Heckscher (2)     | Margaret Varner (4)           |
| 1964                                                            | Ralph Howe                 | Ann Wetzel                    |
| 1965                                                            | Stephen Vehslage           | Joyce Davenport               |
| 1966                                                            | Victor Niederhoffer        | Betty Meade                   |
| 1967                                                            | Samuel Howe (2)            | Betty Meade (2)               |
| 1968                                                            | Colin Adair                | Betty Meade (3)               |
| 1969                                                            | Anil Nayar                 | Joyce Davenport (2)           |
| 1970                                                            | Anil Nayar (2)             | Nina Vosters Moyer            |
| 1971                                                            | Colin Adair (2)            | Carol Thesieres               |
| 1972                                                            | Victor Niederhoffer (2)    | Nina Vosters Moyer (2)        |
| 1973                                                            | Victor Niederhoffer (3)    | Gretchen Vosters Spruance     |
| 1974                                                            | Victor Niederhoffer (4)    | Gretchen Vosters Spruance (2) |
| 1975                                                            | Victor Niederhoffer (5)    | Ginny Akabane                 |
| 1976                                                            | Peter Briggs               | Gretchen Vosters Spruance (3) |
| 1977                                                            | Tom Page                   | Gretchen Vosters Spruance (4) |
| 1978                                                            | Michael Desaulniers        | Gretchen Vosters Spruance (5) |
| 1979                                                            | Mario Sánchez              | Heather McKay                 |
| 1980                                                            | Michael Desaulniers (2)    | Barbara Maltby                |
| 1981                                                            | Mark Alger                 | Barbara Maltby (2)            |
| 1982                                                            | John Nimick                | Alicia McConnell              |
| 1983                                                            | Kenton Jernigan            | Alicia McConnell (2)          |
| 1984                                                            | Kenton Jernigan (2)        | Alicia McConnell (3)          |
| 1985                                                            | Kenton Jernigan (3)        | Alicia McConnell (4)          |
| 1986                                                            | Hugh LaBossier             | Alicia McConnell (5)          |
| 1987                                                            | Frank Stanley              | Alicia McConnell (6)          |
| 1988                                                            | Scott Dulmage              | Alicia McConnell (7)          |
| 1989                                                            | Rodolfo Rodríguez          | Demer Holleran                |
| 1990                                                            | Mark Talbott               | Demer Holleran (2)            |
| 1991                                                            | Mark Talbott (2)           | Demer Holleran (3)            |
| 1992                                                            | Kenton Jernigan (4)        | Demer Holleran (4)            |
| 1993                                                            | Mark Talbott (3)           | Demer Holleran (5)            |
| 1994                                                            | Anders Wahlstedt           | Demer Holleran (6)            |
| 1995                                                            | Marty Clark                | Ellie Pierce                  |
| 1996                                                            | Mohsen Mir                 | Demer Holleran (7)            |
| 1997                                                            | Marty Clark (2)            | Demer Holleran (8)            |
| 1998                                                            | Marty Clark (3)            | Latasha Khan                  |
| 1999                                                            | David McNeely              | Demer Holleran (9)            |
| 2000                                                            | Marty Clark (4)            | Latasha Khan (2)              |
| 2001                                                            | Damian Walker              | Shabana Khan                  |
| 2002                                                            | Damian Walker (2)          | Latasha Khan (3)              |
| 2003                                                            | Preston Quick              | Latasha Khan (4)              |
| 2004                                                            | Preston Quick (2)          | Latasha Khan (5)              |
| 2005                                                            | Julian Illingworth         | Latasha Khan (6)              |
| 2006                                                            | Julian Illingworth (2)     | Latasha Khan (7)              |
| 2007                                                            | Julian Illingworth (3)     | Natalie Grainger              |
| 2008                                                            | Julian Illingworth (4)     | Natalie Grainger (2)          |
| 2009                                                            | Julian Illingworth (5)     | Natalie Grainger (3)          |
| 2010                                                            | Julian Illingworth (6)     | Natalie Grainger (4)          |
| 2011                                                            | Julian Illingworth (7)     | Natalie Grainger (5)          |
| 2012                                                            | Julian Illingworth (8)     | Amanda Sobhy                  |
| 2013                                                            | Christopher Gordon         | Natalie Grainger (6)          |
| 2014                                                            | Julian Illingworth (9)     | Sabrina Sobhy                 |
| 2015                                                            | Todd Harrity               | Amanda Sobhy (2)              |
| 2016                                                            | Todd Harrity (2)           | Amanda Sobhy (3)              |
| 2017                                                            | Chris Hanson               | Olivia Blatchford             |
| 2018                                                            | Chris Hanson (2)           | Amanda Sobhy (4)              |
| 2019                                                            | Todd Harrity (3)           | Olivia Blatchford Clyne 1 (2) |
| 2020 und 2021: keine Austragung aufgrund der COVID-19-Pandemie  |                            |                               |
| 2022                                                            | Timothy Brownell           | Amanda Sobhy (5)              |
| 2023                                                            | Andrew Douglas             | Amanda Sobhy (6)              |
| 2024                                                            | Timothy Brownell (2)       | Olivia Weaver                 |
| 2025                                                            | Timothy Brownell (3)       | Olivia Weaver (2)             |

 1 Olivia Blatchford trat nach ihrer Heirat unter ihrem neuen Namen Olivia Blatchford Clyne an.